# Jelenia Góra
Jelenia Góra (in slesiano Jelyńo Gůra, in tedesco Hirschberg im Riesengebirge, in ceco Jelení Hora) è una città polacca del voivodato della Bassa Slesia. Nel 2011 contava 83 463 abitanti ed è la quarta città del voivodato.
Dal 1975 al 1998 è stata il capoluogo del voivodato di Jelenia Góra.

## Storia
Secondo la tradizione la città fu fondata da Boleslao III di Polonia tra il 1108 e il 1111 e le venne concesso il Diritto di Magdeburgo nel 1288. Nel 1526 entrò a far parte dei domini asburgici e successivamente venne annessa alla Prussia nel XVIII secolo. Nel 1945 fu assegnata alla Polonia a seguito della Conferenza di Potsdam, e la popolazione di lingua tedesca espulsa.
Quartieri cittadini:
- Śródmieście – Innenstadt
- Cieplice Śląskie-Zdrój, anche Cieplice Zdrój (Bad Warmbrunn)
- Czarne (Schwarzbach)
- Goduszyn (Gotschdorf)
- Grabary (Hartau)
- Jagniątków (Agnetendorf)
- Maciejowa (Maiwaldau)
- Sobieszów (Hermsdorf unterm Kynast, 1935–1945 Hermsdorf (Kynast))
- Strupice (Straupitz)
- Zabobrze
- Zatorze

## Amministrazione

### Gemellaggi
- Bautzen
- Boxberg
- Cervia
- Randers
- Sjevjerodonec'k
- Tequila
- Tyler
- Valkeakoski
- Vladimir
- Erftstadt
- Jablonec nad Nisou
- Changzhou
- Heidelberg

## Galleria d'immagini

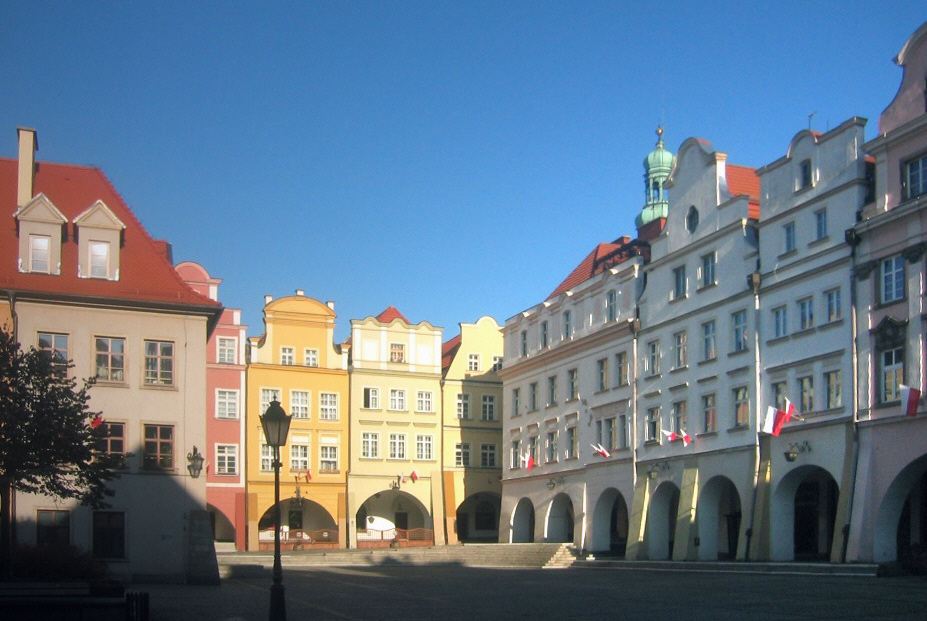
Piazza del Mercato (Rynek)
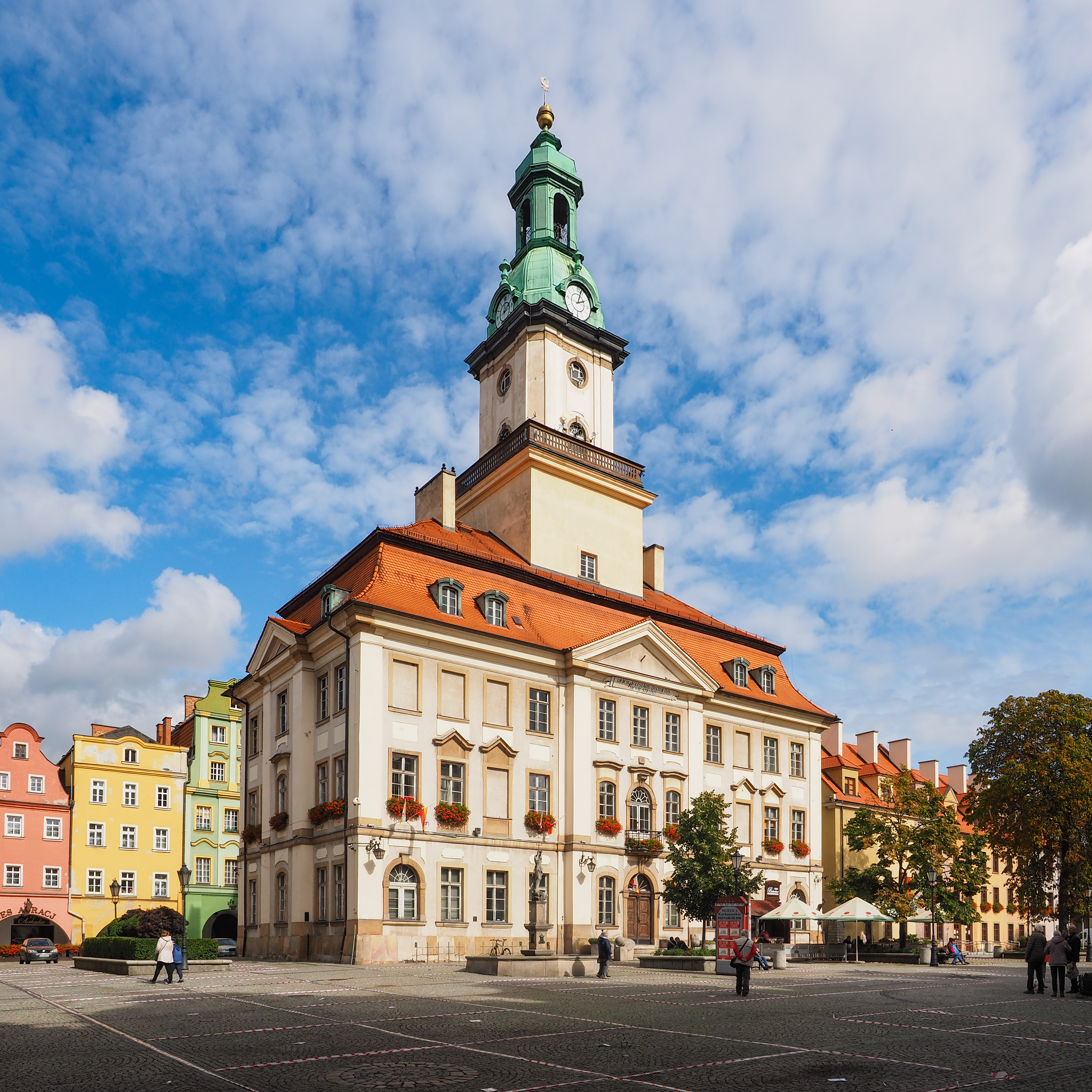
Municipio (Ratusz)
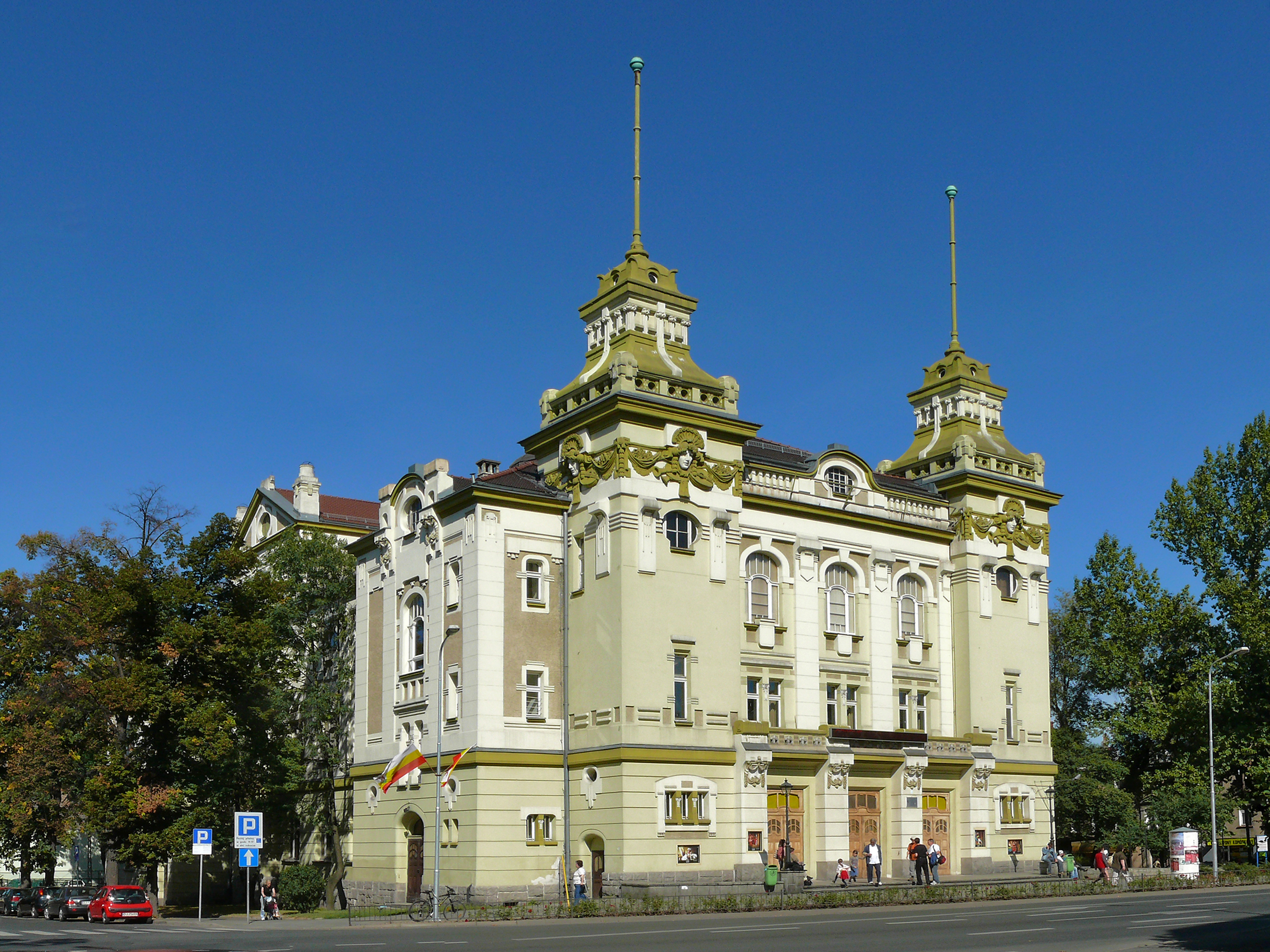
Teatro
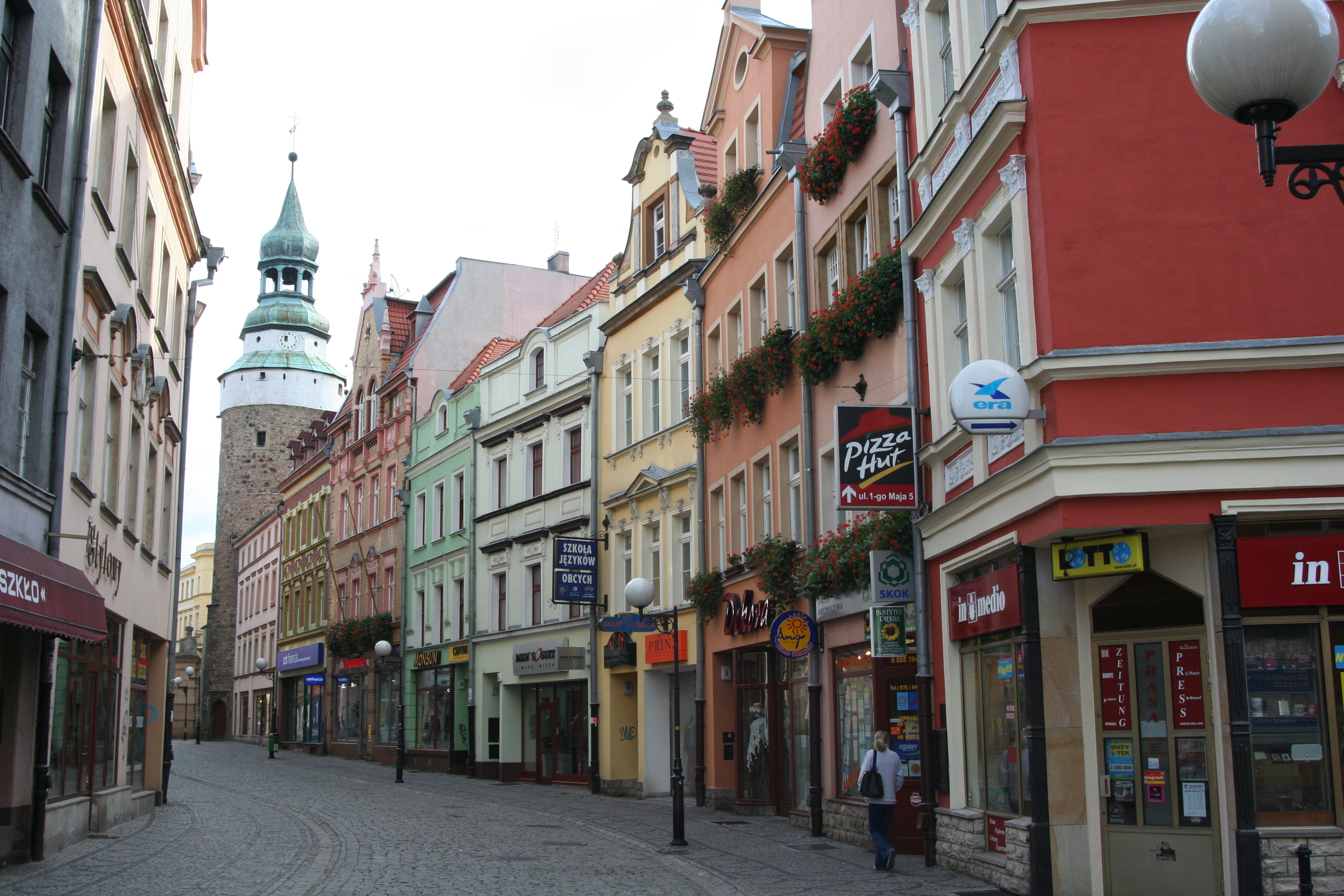
Via di Maria Konopnicka
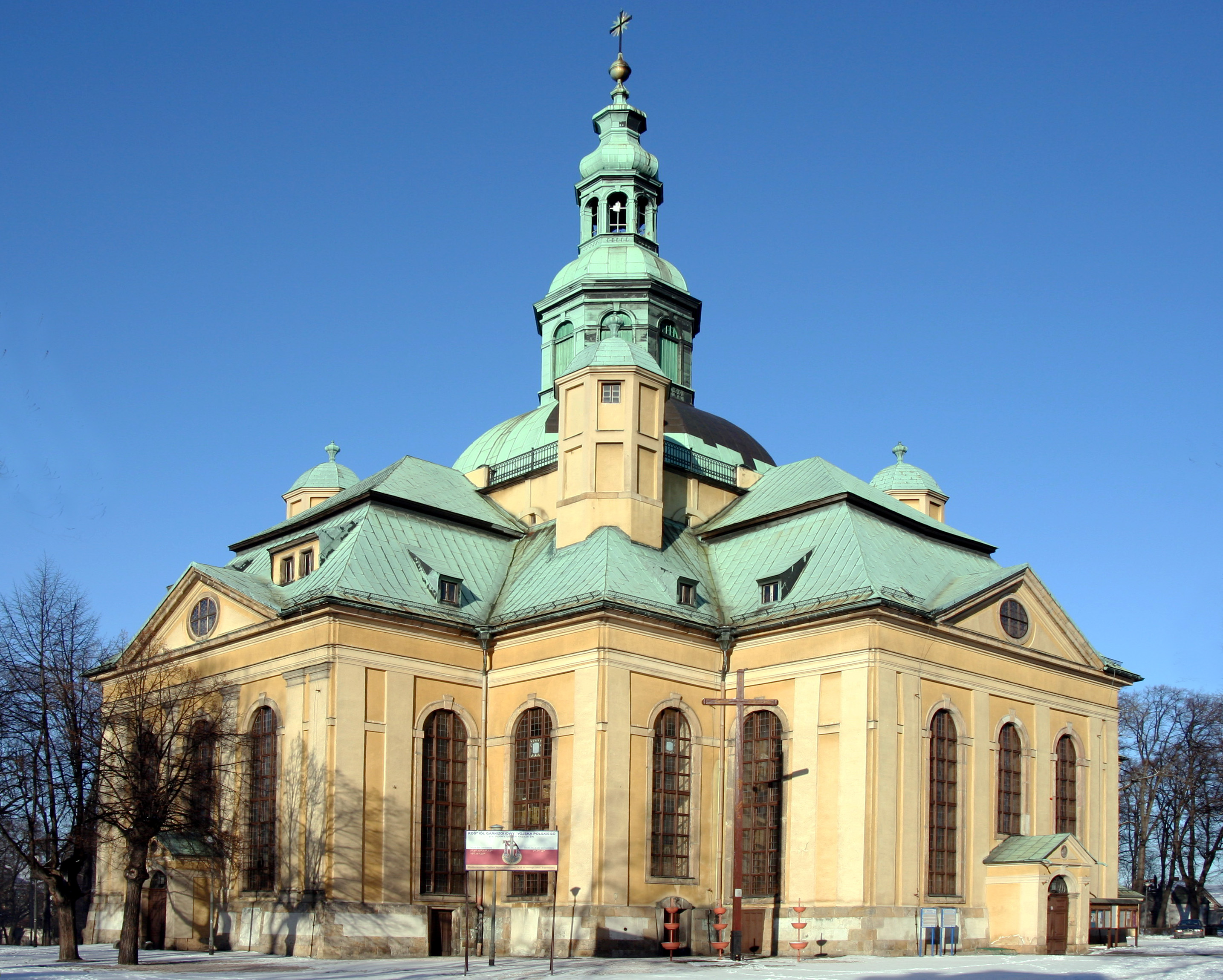
Chiesa della Santa Croce
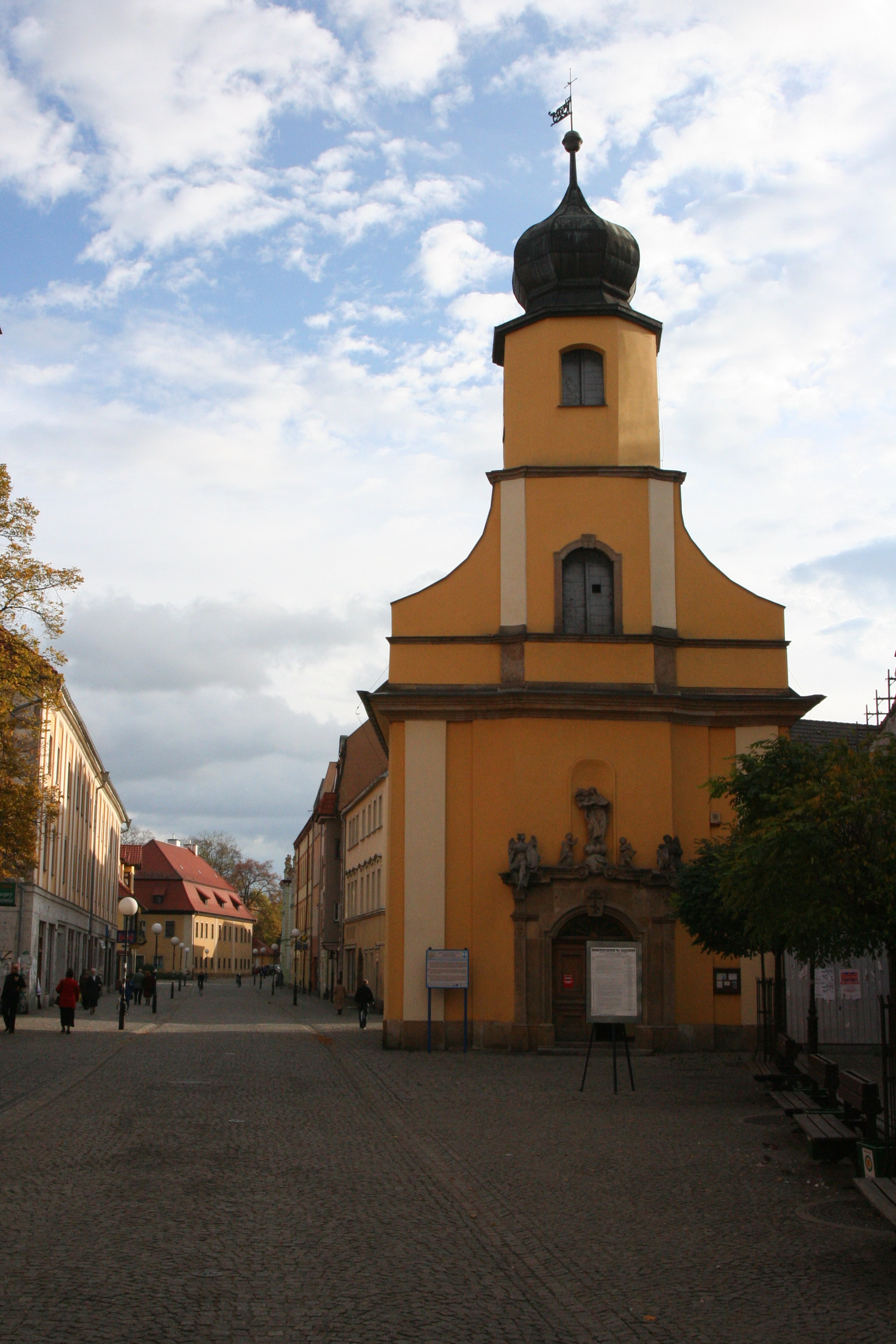
Chiesa russo ortodossa
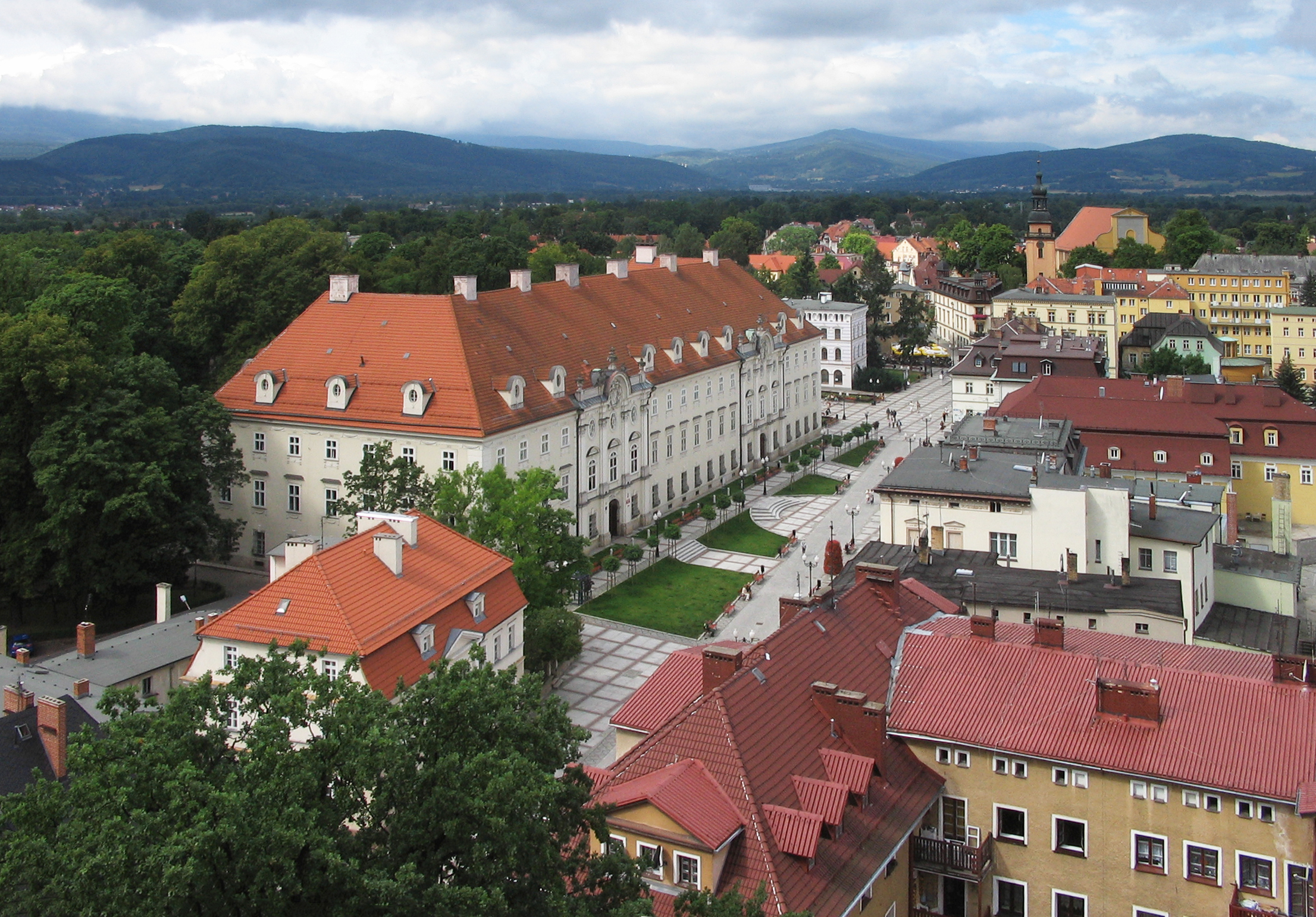
Cieplice palazzo von Schaffgotsch
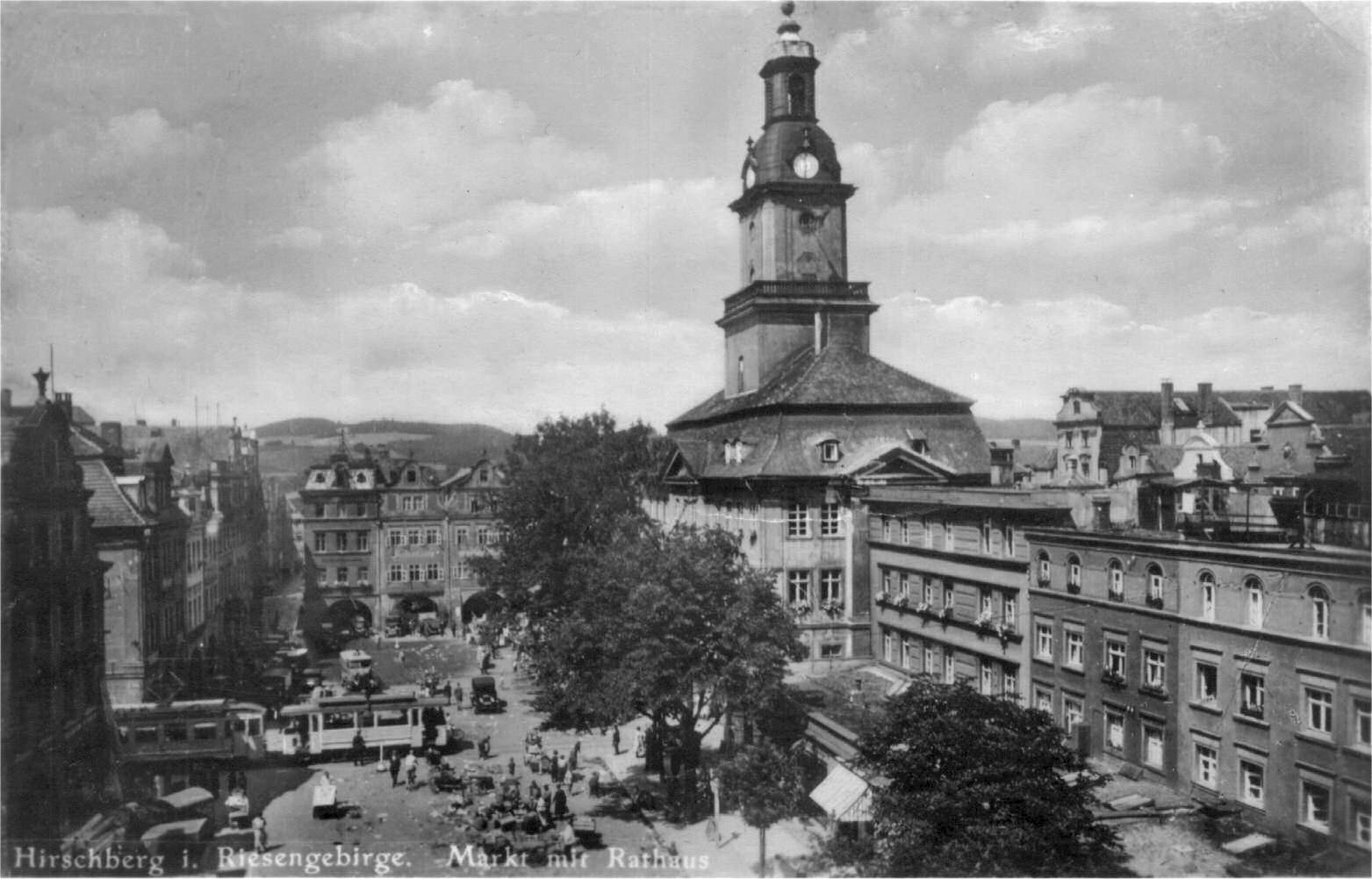
Municipio (cartolina dell'anteguerra)
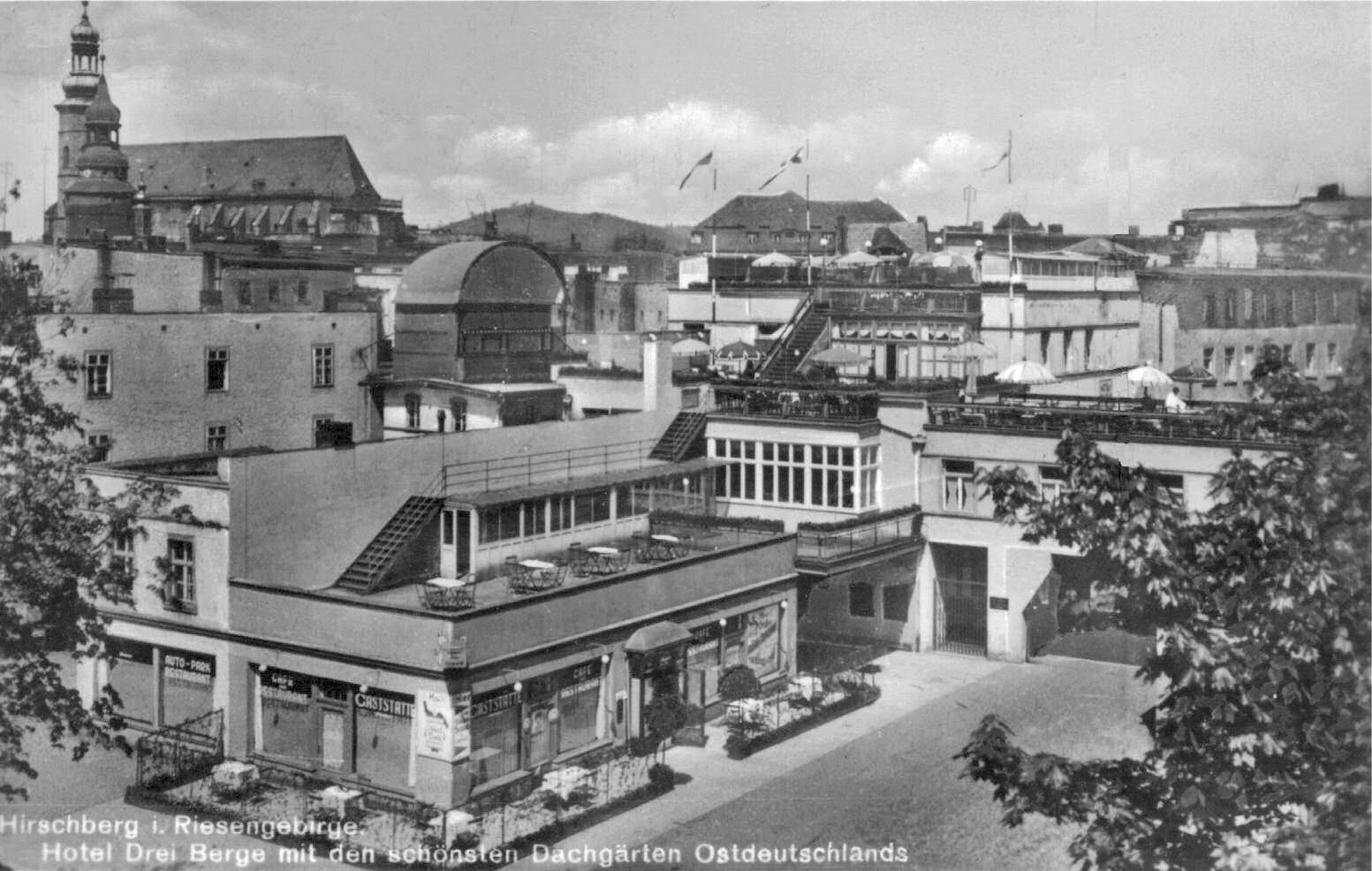
Hotel Europa (cartolina dell'anteguerra)